# Ligat ha'Al MVP finali
La Ligat ha'Al MVP finali è il premio conferito dalla Ligat ha'Al al miglior giocatore delle partite finali per il titolo. 

## Vincitori
| Stagione  | Nazionalità | Giocatore         | Squadra                   |
| --------- | ----------- | ----------------- | ------------------------- |
| 2005-2006 | Croazia     | Nikola Vujčić     | Maccabi Tel Aviv          |
| 2006-2007 | Stati Uniti | Will Bynum        | Maccabi Tel Aviv          |
| 2007-2008 | Stati Uniti | P.J. Tucker       | Hapoel Holon              |
| 2008-2009 | Porto Rico  | Carlos Arroyo     | Maccabi Tel Aviv          |
| 2009-2010 | Stati Uniti | Brian Randle      | Hapoel Gilboa Galil Elyon |
| 2010-2011 | Israele     | David Blu         | Maccabi Tel Aviv          |
| 2011-2012 | Israele     | Yogev Ohayon      | Maccabi Tel Aviv          |
| 2012-2013 | Grecia      | Pat Calathes      | Maccabi Haifa             |
| 2013-2014 | Israele     | Dagan Yivzori     | Maccabi Haifa             |
| 2014-2015 | Stati Uniti | Bracey Wright     | Hapoel Gerusalemme        |
| 2015-2016 | Stati Uniti | Darryl Monroe     | Maccabi Rishon LeZion     |
| 2016-2017 | Stati Uniti | Jerome Dyson      | Hapoel Gerusalemme        |
| 2017-2018 | Israele     | Alex Tyus         | Maccabi Tel Aviv          |
| 2018-2019 | Israele     | John DiBartolomeo | Maccabi Tel Aviv          |
| 2019-2020 | Israele     | Amar'e Stoudemire | Maccabi Tel Aviv          |
| 2020-2021 | Turchia     | Scottie Wilbekin  | Maccabi Tel Aviv          |
| 2021-2022 | Liberia     | Joe Ragland       | Hapoel Holon              |
| 2022-2023 | Stati Uniti | Wade Baldwin      | Maccabi Tel Aviv          |
| 2023-2024 | Israele     | Roman Sorkin      | Maccabi Tel Aviv          |